# Kristy Kowal
Kristy Kowal (n. 9 octombrie 1978, Reading⁠(d), Pennsylvania, SUA) este o înotătoare ce a reprezentat Statele Unite ale Americii, medaliată olimpică. A participat la o ediție a Jocurilor Olimpice (2000) în care a câștigat două medalii de argint.